# خاندان مونونوبه
خاندان مونونوبه (به ژاپنی: 物部氏 Mononobe clan) یکی از خاندان‌های ژاپن در دوره کوفون بود. این خاندان به علت لشکرکشی علیه خاندان سوگا شناخته می‌شود. خاندان مونونوبه مخالف گسترش آیین بودایی در ژاپن بود. علت این مخالفت تا حدودی به دلایل مذهبی بود این خاندان ادعا می‌کرد که با پرستش خدایان خارجی به خدایان محلی توهین می‌شود، همچنین احساس محافظه‌کاری و تا حدودی بیگانه‌هراسی درایجاد حس مخالفت این خاندان مؤثر بود.